# 维约菲梅
维约菲梅（法語：Vieux-Fumé，法語發音：[vjø fyme] ⓘ）是法国卡尔瓦多斯省的一个旧市镇，原属卡昂区。2017年，维约菲梅与临近的13个市镇合并为新市镇梅济东瓦莱多日，改属利雪区。

## 地名
法语中“vieux”一词意为“老的、旧的”，但此处的“Vieux”并非如此，而是来自拉丁语“vadum”，意为“浅滩”。

## 地理
维约菲梅（49°3'25"N, 0°7'2"W）面积6.69 平方千米，位于法国诺曼底大区卡爾瓦多斯省，该省份为法国西北部沿海省份，北濒大西洋英吉利海峡，东北与滨海塞纳省以海上边界相接，东临厄尔省，南至奧恩省，西与芒什省接壤。
与维约菲梅接壤的市镇（或旧市镇、城区）包括：艾朗、塞尼欧维涅、孔代叙里夫、菲耶维尔-布赖、马尼拉康帕涅、梅济东-卡农、韦济。
维约菲梅的时区为UTC+01:00、UTC+02:00（夏令时）。

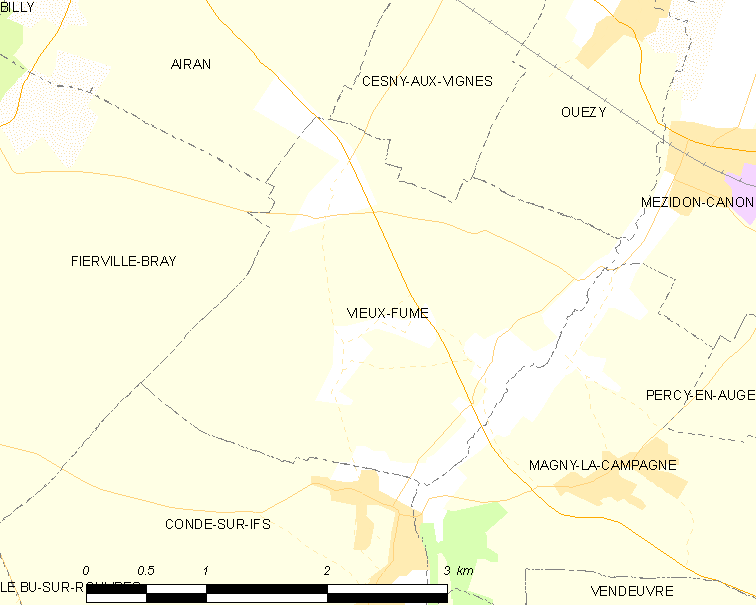
维约菲梅的OSM定位图

## 行政
维约菲梅的邮政编码为14270，INSEE市镇编码为14749。

## 政治
维约菲梅所属的省级选区为梅济东瓦莱多日县。

## 人口

1962-2008年间维约菲梅人口变化图示

维约菲梅于2018年1月1日时的人口数量为517人。